# シラス (魚)

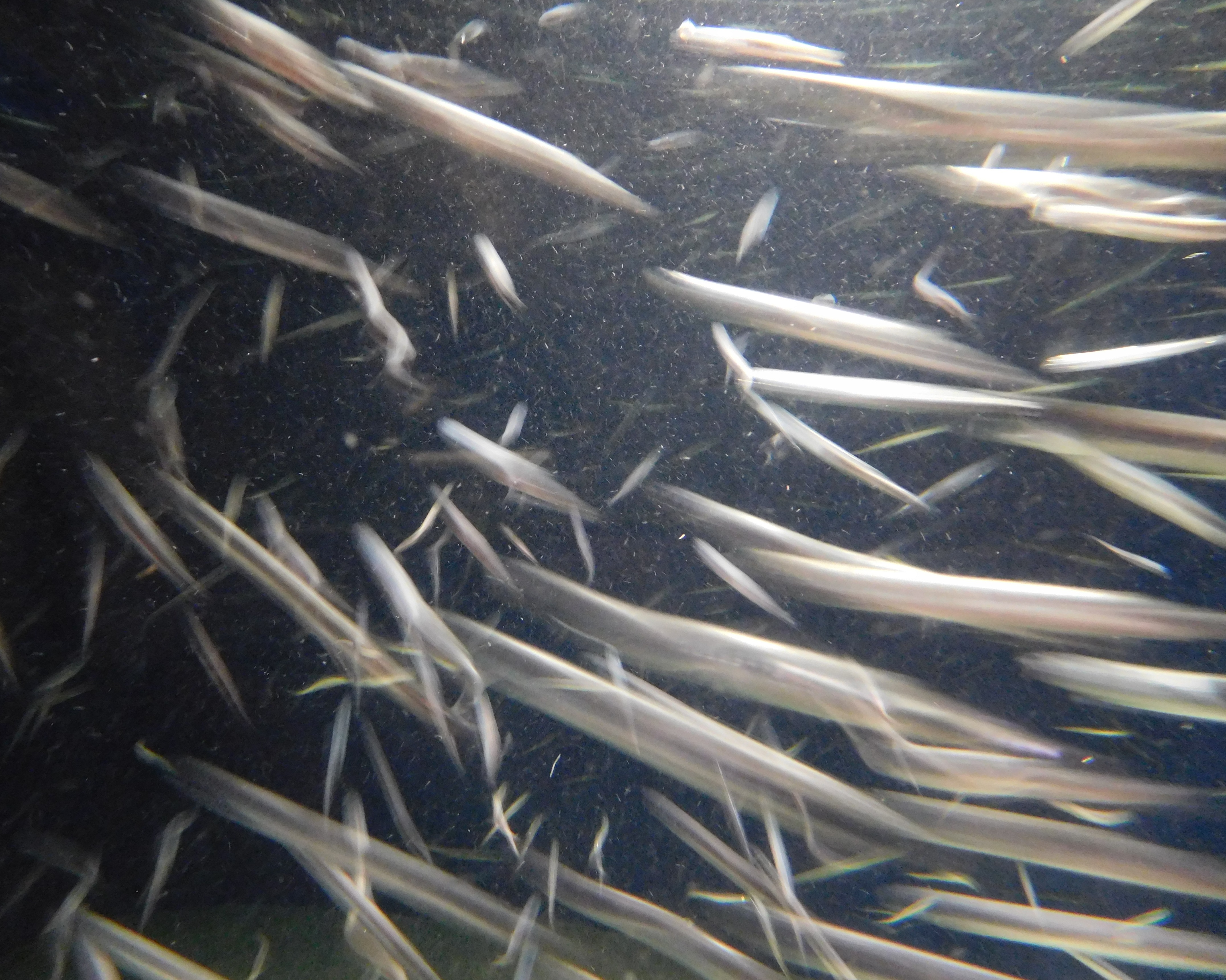
新江ノ島水族館のシラス

シラス（白子、英: Whitebait）とは、体に色素が乏しく白っぽい稚魚・仔魚の総称。含まれる魚類は多様で、イカナゴ、カタクチイワシ、マイワシ、ウルメイワシ、アユ、ニシン、ウナギ（シラスウナギ）など。これらの一部は食用とされ、塩ゆでにして干した加工食品はちりめんじゃこ、白子干し（白子乾し）などと呼ばれる。
キュウリウオ目シラウオ科のシラウオ（白魚）、スズキ目ハゼ科のシロウオ（素魚）とよく混同され、シロウオのことをシラスと呼ぶ地方もあるが、ここでは稚魚について述べる。

## 概要

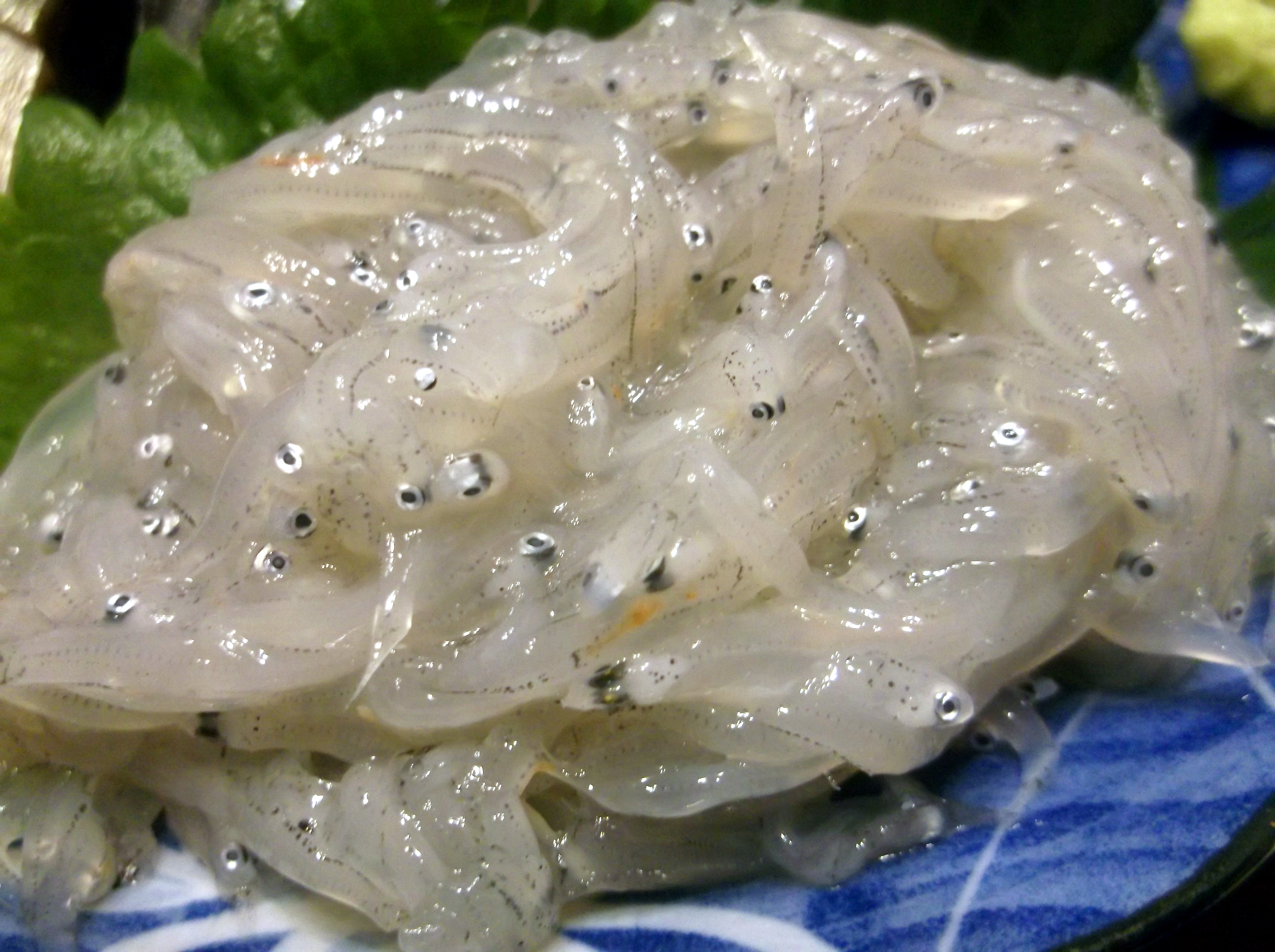
生シラス

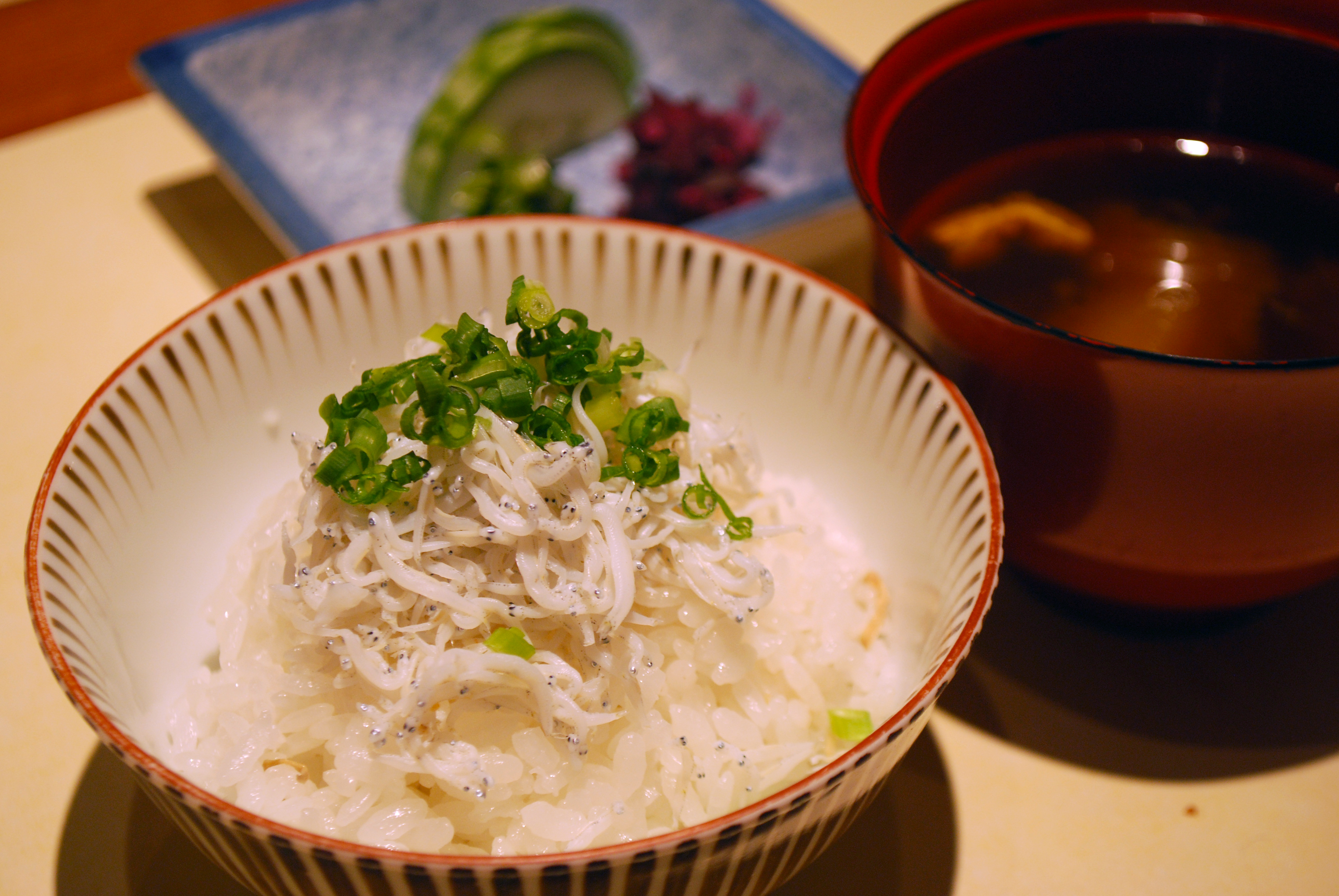
しらすごはん

シラスは、様々な魚の仔稚魚の総称であるが、白子干しなどの形で積極的に食用とされるのは、イワシ（主にカタクチイワシ）の仔稚魚がほとんどである。ただ、捕獲方法の都合（シラス網と呼ばれる網を打って捕獲する）にもより、様々な魚の仔稚魚が混入することも珍しくない。このため時には魚類だけではなくタコやイカの幼生、エビやカニのゾエア幼生（動物性プランクトンの一種）なども混入する。

## 加工品
あまり食用に適さない混在物を除き、食用に適するものを塩茹でにして干したものがいわゆる白子干しとして販売されている。よく見ると明らかに形の違う生物が混じっていることもある。大抵の場合は食べても問題ない。毒魚であるフグの仔稚魚が漁獲時に混じることもあり、一匹程度なら致死量には遠く及ばないと考えられるが、混入させたままの販売は禁じられており、消費者が見つけて食べる場合もフグは取り除くことが望ましい。
幼魚はまだ骨格があまり発達しておらず、白子干しなどは様々な食品にまぶして丸のまま食べられる。ごはんの上にふり掛けたり（しらす丼）、大根おろしと和えて醤油で味付けしたりして食べられる。蛋白質やカルシウムが豊富な食品である。また一部地域ではシロウオのように、生きたままのシラスを酢醤油など調味料にくぐらせ、そのまま食べる「踊り食い」と呼ばれる食べ方も好まれる。
塩茹でして加工されるものがほとんどだが、水分含有量の違いで区別され、茹で上げ後、水きりされて製品となるものが釜揚げと呼ばれ85%前後の水分含有量となる。
塩茹でを半乾燥品としたものが（広義上の）「しらす干し」だが、狭義ではやわらかめ（水分率50-85%）に乾燥されたのものを「しらす干し」（関東干し）といい、固め（水分率30-50%弱程度(黒木 2014, p. 606)）になるまで乾燥させたちりめん（関西干し）と区別される。
関東の軟らかめの「しらす干し」は、関西では「やわ干し、やわ乾」や「太白」とも呼ばれ、ちりめんじゃこは、関西では「上乾（）ちりめん」、関東ではかちりと呼ばれることがある。
それ以外の加工方法として、塩ゆでせず水洗いした生のシラスを板海苔のように加工した畳いわし（）（枠に入れ四角い薄板状に成形して乾燥させたもの）があり、干物としては「素干し品」に分類されるが、これは水分含有量15%程度、現在では高価な珍味となっている。また近年は生食の消費も増えてきている。
かつては関西以西ではちりめんが主流、静岡県周辺は釜揚げが主流、関東以北はシラス干が主流となっていたが、現在は流通事情も変わり昔ほどの地域性はなくなった。

## 漁獲
漁場は主に太平洋沿岸で、瀬戸内海、伊勢湾、駿河湾、相模湾などでも多く漁獲される。現在の北限は東日本大震災の復興支援の一環として解禁された宮城県南部とされ、閖上では「北限のシラス」とPRしている。
2016年の日本におけるシラス漁獲量は、62900トンである。県別に見ると、兵庫県が12300トン (19.6 %) で第1位、以下に静岡県（8900トン、14.1 %）、愛知県（8400トン、13.4 %）と続く。

## シラスウナギ

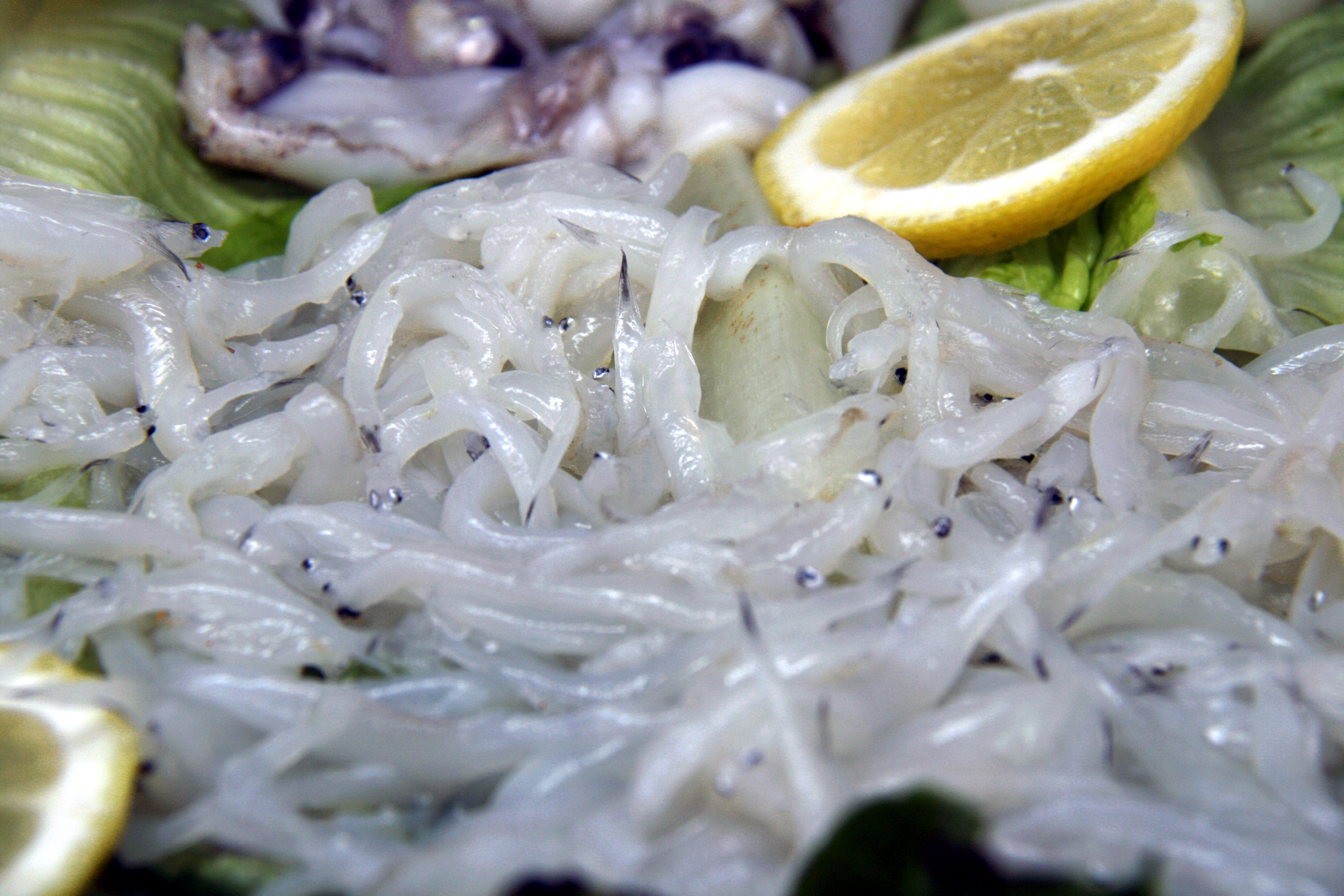
スペインでは「アングーラス(angulas)」といい、名物料理になっている

日本において沿岸域に回遊するウナギの稚魚は「シラスウナギ」あるいは「ノウメンコ」「ソウメンコ」という。それ以前の、海中を回遊する幼生はレプトケファルス（葉形仔魚）と呼ばれる。シラスウナギはいわゆる「養殖ウナギ」の元として捕獲された後大切に飼育され、十分に育った後にウナギとして食用出荷されるが、シラスウナギそのものはあまり食用とはされない。近年のシラスウナギ漁獲量自体が少ないことに加え、ウナギ養殖業者間での引き合いもあり、1キログラム当たり数万円以上（2000年頃）という高値で売れるためである。シラスウナギが豊富に漁獲されていた当時は「のれそれ」と呼ばれ食用に供されることもあった。
ただ日本国外ではその限りではなく、例えばスペインでは「アングーラス(angulas)」と呼ばれる名物料理になっているなど、全く食用に供されない訳ではない。

なおレプトケファルスは海中のデトリタスを食べることが20世紀末にようやくわかり、その飼育方法は1990年代末頃に発見されたばかりで、ここからの商業的養殖は依然として発展途上技術である。サメの卵黄を原料とする特殊な飼料を与えるという極めてコストが掛かる方法でもあるために、21世紀初頭の現状ではシラスウナギ養殖が唯一といってよい商業養殖手段である。

## 各国にみられる稚魚の呼称と料理
イタリア
ビアンケッティ（リグリア語：gianchetti、シチリア語：neonata）と呼ばれる。ナポリ料理では、チチニエリ（cicenielli）、ブリンディジではchumaと呼ばれるなど、各地で別名で呼ばれている。唐辛子に漬けて発酵させたロザマリーナ、サルディッラ（SARDELLA）や、ピザや料理のトッピング等に使われる。
ニュージーランド

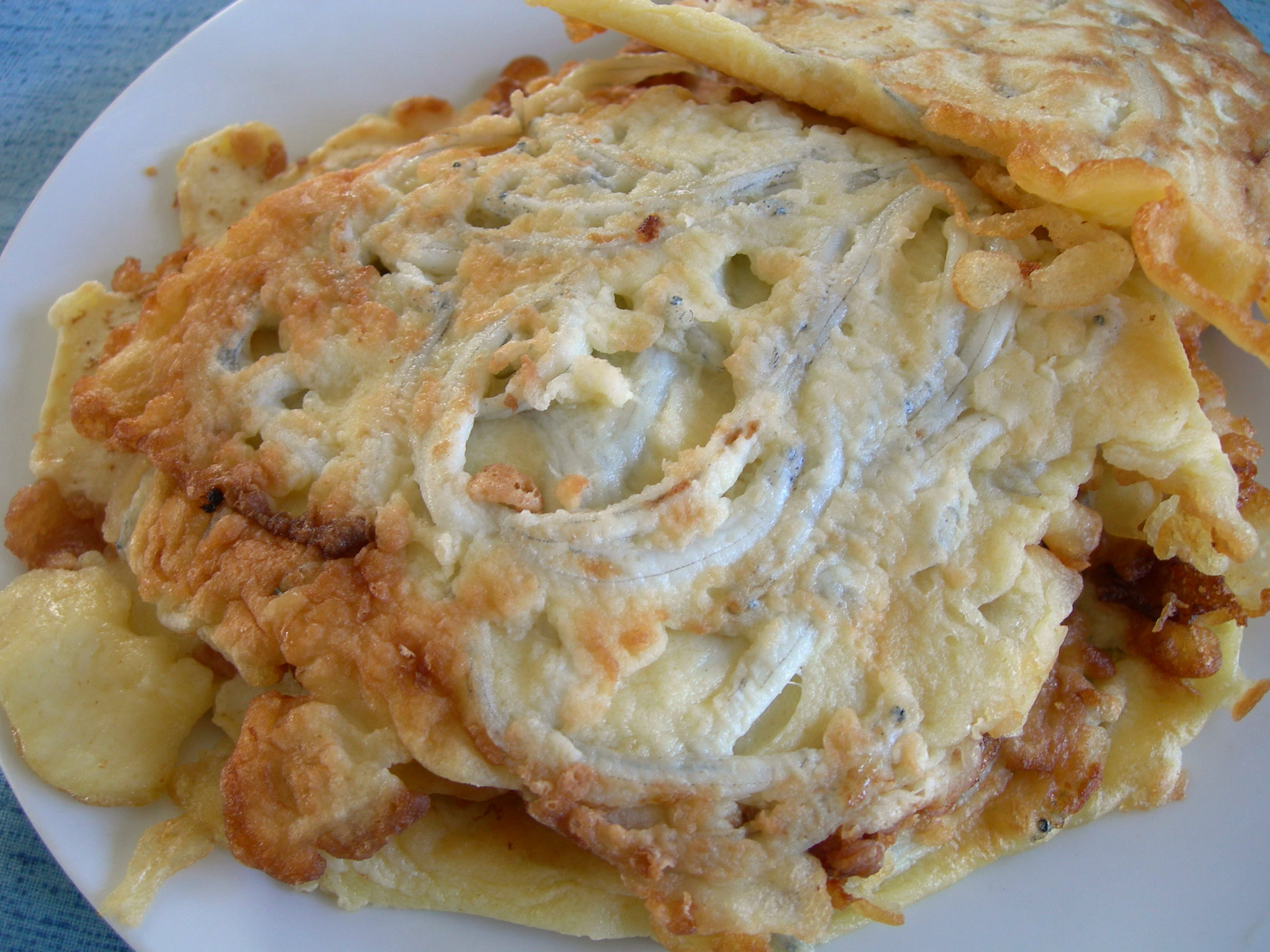
ニュージーランドのホワイトベイトのフリッター

主にキュウリウオ目ガラクシアス科の稚魚などをホワイトベイトと呼ぶ。高級食材の一つで、オムレツやフリッターにして食す。